# Киричаи

Киричаи (укр. Киричаї) — село,
Борковский сельский совет,
Великобагачанский район,
Полтавская область,
Украина.
Село ликвидировано в 1990 году .

## Географическое положение
Село Киричаи находится на расстоянии до 2-х км от сёл Вишняковка, Стенки и Борки.
Село окружено лесным массивом (сосна).

## История
- 1990 — село ликвидировано [1].